# Le Torpt
Le Torpt är en kommun i departementet Eure i regionen Normandie i norra Frankrike. Kommunen ligger i kantonen Beuzeville som tillhör arrondissementet Bernay. År 2022 hade Le Torpt 460 invånare.

## Befolkningsutveckling
Antalet invånare i kommunen Le Torpt
Referens:INSEE